# 駱駸曾
駱駸曾（？—？），字象先，号沆瀣，浙江湖州府武康县人，明朝政治人物。

## 生平
萬曆二十二年（1594年）甲午科浙江鄉試舉人，二十六年（1598年）戊戌科進士，工部觀政，授官福建瓯宁县知县，三十八年行取，四十年選授为江西道御史，四十二年巡视卢沟桥、巡视東城，巡按應天，四十五年五月改提督淮揚學政，四十七年告病。事母孝，著有《疏草》四卷。

## 家族
曾祖骆文盛，编修。祖骆鸣銮，举人。父骆绳史，庠生。